# Nemophas bicinctus
Nemophas bicinctus är en skalbaggsart som beskrevs av Lansberge 1880. Nemophas bicinctus ingår i släktet Nemophas och familjen långhorningar.
Artens utbredningsområde är Sulawesi. Inga underarter finns listade i Catalogue of Life.